# Appel
Appel là một đô thị thuộc huyện Hamburg, bang Niedersachsen, Đức. Đô thị này có diện tích 15,42 km².